# Opium (band)
Opium was een Vlaams damestrio, bestaande uit Inge Moerenhout, Katia Alens en Joyce De Troch. Zij hadden elk op zich hun strepen reeds verdiend in de media toen ze in 1997 besloten samen op het podium te gaan staan. Gehuld in nachtkledij zongen ze hun debuutsingle "Doe me goed" naar de top. De opvolger liet niet lang op zich wachten en hield de eerste plaats vast in de hitlijsten tijdens de zomer van 1998. "Een vrouw" werd hun grootste hit. Al snel kwam er het debuutalbum "Opium" waaruit nog de singles "Een hele mooie tijd" en "Trager" verschenen.
Tijdens de promotie van "Een hele mooie tijd" verliet Joyce De Troch de groep en werd ze vervangen door Saritha Sadloe, een Surinaamse zangeres en actrice die reeds samen met Katia Alens een rol speelde in de bioscoopfilm "Close" van Paul Collet. De groep scoorde sinds het vertrek van Joyce nooit meer als voorheen. Na een korte pauze bracht het trio Engelstalige nummers als "Do the Bump" en "Amore". Beide flopten en het geplande Engelstalige album werd nooit uitgebracht. Opium stierf een stille dood, in 2001 ging de groep in alle vriendschap uit elkaar. In 2013 gaf Opium een eenmalig reünieoptreden op de Belgische radiozender Qmusic, in 2022 herhaalden ze dat op televisie is het vtm zomerprogramma Tien om te Zien.

## Discografie

### Singles
- Doe me goed
- Een vrouw
- Hele mooie tijd
- Trager
- Do the Bump
- Amore
- Nuclear Fusion Song

### Albums
- Opium